# إيلدار مامادوف
إيلدار مامادوف (بالأذرية: Eldar Harun oğlu Məmmədov)‏ هو عسكري أذربيجاني، ولد في 10 يناير 1968 في باكو في أذربيجان، وتوفي في 24 فبراير 1993 في مارتاکرت في أذربيجان.